# Шаріф Каюф
Шаріф Каюф (івр. שריף כיוף; нар. 25 червня 2001) — ізраїльський футболіст, воротар клубу «Маккабі» (Хайфа) та молодіжної збірної Ізраїлю. Виступав також за клуб «Хапоель» (Афула).

## Клубна кар'єра
Шаріф Каюф народився 2001 року. Займався в юнацьких командах футбольних клубів «Хапоель» (Ісфія), «Іроні» (Нешер) та «Маккабі» (Хайфа). У 2020 році керівництво клубу з Хайфи віддало воротаря в оренду до клубу «Хапоель» (Кфар-Шалем), у якій він перебував до 2021 року. З 2021 до 2023 року Каюф грав у оренді в клубі «Хапоель» (Афула). У 2023 році футболіст повернувся з оренди, та грає у складі клубу «Маккабі» (Хайфа). Станом на листопад 2024 року відіграв за хайфську команду 27 матчів у національному чемпіонаті.

## Виступи за збірні
У 2016 році Шаріф Каюф дебютував у складі юнацької збірної Ізраїлю, загалом на юнацькому рівні взяв участь у 24 іграх, пропустивши 35 голів.
З 2022 року Каюф грає у складі молодіжної збірної Ізраїлю. У складі збірної футболіст брав участь у молодіжному чемпіонаті Європи 2023 року, на якому ізраїльська молодіжка дійшла до півфіналу. На молодіжному рівні Каюф зіграв у 3 офіційних матчах, пропустив 3 голи.

## Титули і досягнення
- Чемпіон Ізраїлю (1):

«Маккабі» (Хайфа): 2022-2023
- Володар Суперкубка Ізраїлю (1):

«Маккабі» (Хайфа): 2023